# You're the one (una historia de entonces)
You're the one (una historia de entonces) és una pel·lícula dramàtica espanyola dirigida per José Luis Garci i estrenada l'any 2000. Va ser guardonada amb 13 premis internacionals, entre els quals destaca l'Os de plata del Festival de Berlín a l'apartat artístic. Fou seleccionada per representar Espanya en l'apartat de l'Oscar a la millor pel·lícula de parla no anglesa als Premis Oscar del 2000 però finalment no fou nominada.

## Argument
Julia s'allunya de Madrid per a tractar de superar la depressió en ser empresonat el seu promès José Miguel. Julia és filla única d'una acabalada família propietària d'un banc, és una dona de gran cultura, educada en Suïssa e Anglaterra llicenciada en Filosofia i Lletres i vol ser escriptora. Julia condueix el seu automòbil cap al petit poble asturià de Cerralbos del Sella. Allí està la gran casona familiar —"Llendelabarca"— on la noia va viure els estius feliços de la seva infància.
"Llendelabarca" està a cura de Tia Gal·la, que viu amb la seva nora, Pilara, i el seu net, Juanito. La relació de Julia amb els guardesos, i amb el mestre, don Orfeu, fins i tot amb el desgraciat capellà del consell, don Matías, fa que, potser per primera vegada en molt de temps, la senyoreta de la capital no se sent sola.

## Repartiment
- Lydia Bosch (Julia)
- Julia Gutiérrez Caba (tía Gala)
- Juan Diego (don Matías)
- Ana Fernández (Pilara)
- Manuel Lozano (Juanito)
- Iñaki Miramón (Orfeo)
- Fernando Guillén (Padre de Julia)
- Marisa de Leza (Madre de Julia)
- Carlos Hipólito (Fidel)
- Jesús Puente (doctor Bermann)
- Francisco Algora

## Palmarès cinematogràfic
51è Festival Internacional de Cinema de Berlín
| Categoria                        | Persona           | Resultat  |
| -------------------------------- | ----------------- | --------- |
| Os de Plata a l'apartat artístic | Raúl Pérez Cubero | Guanyador |

XV Premis Goya
| Categoria                        | Persona                           | Resultat   |
| -------------------------------- | --------------------------------- | ---------- |
| Millor pel·lícula                | Millor pel·lícula                 | Nominada   |
| Millor director                  | José Luis Garci                   | Nominat    |
| Millor actriu protagonista       | Lydia Bosch                       | Nominada   |
| Millor actriu de repartiment     | Ana Fernández                     | Nominada   |
| Millor actriu de repartiment     | Julia Gutiérrez Caba              | Guanyadora |
| Millor actor de repartiment      | Juan Diego                        | Nominat    |
| Millor actor de repartiment      | Iñaki Miramón                     | Nominat    |
| Millor guió original             | José Luis Garci Horacio Valcárcel | Nominats   |
| Millor fotografia                | Raúl Pérez Cubero                 | Guanyador  |
| Millor muntatge                  | Miguel González-Sinde             | Guanyador  |
| Millor direcció artística        | Gil Parrondo                      | Guanyador  |
| Millor direcció de producció     | Luis María Delgado                | Guanyador  |
| Millor vestuari                  | Gumersindo Andrés                 | Nominat    |
| Millor maquillatge i perruqueria | Paca Almenara Antonio Panizza     | Nominats   |

Medalles del Cercle d'Escriptors Cinematogràfics
| Categoria                | Persona                           | Resultat   |
| ------------------------ | --------------------------------- | ---------- |
| Millor pel·lícula        | Millor pel·lícula                 | Nominada   |
| Millor director          | José Luis Garci                   | Guanyador  |
| Millor actriu            | Lydia Bosch                       | Nominada   |
| Millor actor secundari   | Iñaki Miramón                     | Nominat    |
| Millor actriu secundària | Ana Fernández                     | Nominada   |
| Millor actriu secundària | Julia Gutiérrez Caba              | Guanyadora |
| Millor guió original     | José Luis Garci Horacio Valcárcel | Nominats   |
| Millor fotografia        | Raúl Pérez Cubero                 | Guanyador  |
| Millor muntatge          | Miguel González-Sinde             | Nominat    |
| Millor música original   | Pablo Cervantes                   | Nominat    |

Fotogramas de Plata
| Categoría              | Persona     | Resultado |
| ---------------------- | ----------- | --------- |
| Mejor actriz de cinema | Lydia Bosch | Nominada  |

X Premis de la Unión de Actores
| Categoria                                   | Persona     | Resultat |
| ------------------------------------------- | ----------- | -------- |
| Millor interpretació protagonista de cinema | Lydia Bosch | Nominada |

Festival Internacional de Cinema de Cartagena de Indias
| Categoria       | Persona         | Resultat   |
| --------------- | --------------- | ---------- |
| Millor director | José Luis Garci | Guanyador  |
| Millor actriu   | Lydia Bosch     | Guanyadora |